# Kustens brödraskap
Kustens brödraskap var en lös sammanslutning av Västindiens pirater under 1600-talet.
Piraterna i Västindien kom från olika världsdelar, men kunde samsas inom denna grupp. Från omkring år 1620 tog brödraskapet gradvis ön Tortuga utanför Hispaniola i besittning.